# Caesar
Caesar je římské cognomen a v římském císařství titul panovníka („císaře“), který byl odvozen ze jména Gaia Iulia Caesara. Od dob Hadrianových pak byl titul caesar přiřčen designovanému nástupci císaře (augusta). V pozdější době se toto cognomen změnilo dokonce v různých podobách na běžné jméno. V době tetrarchie patřil titul caesar spoluvladaři obou augustů.

## Původ slova
Toto jméno nejspíš pochází z latinského slova caesariēs – vlasatý, kštice, Ale podle římského spisovatele Plinia je slovo caesar participium perfekta pasiva slovesa caedere ukrojit, vyříznout; caesus vykrojený, vyříznutý. V kontextu římského práva lex regia nebo lex caesarea označovalo těhotnou ženu, která zemřela při porodu a dítě muselo být z jejího těla „vyříznuto“. Jméno pak lze interpretovat jako „vyříznutý z matčina lůna“. To ovšem nemá nic společného s dnešním císařským řezem, neboť smyslem lex caesarea bylo umožnit, aby mohlo být tělo matky pochováno. Přípona -ar je ovšem mezi římskými cognomina velmi neobvyklá.
Další možností je, že slovo je odvozeno z patricipa perfekta pasiva caesum slovesa caedere (upadnout, zemřít), ale to je spíše nepravděpodobné.

## Titul římských panovníků....
Titul caesar coby jedno z přízvisek římských císařů vzniklo ze zobecnění jména Gaia Iulia Caesara a v průběhu následujících staletí se stalo panovnickým titulem. Caesary-císaři se kromě dalších titulů nazývali vládci římského impéria za principátu (prvním byl Claudius). Za dominátu byl jako caesar označován mladší císař, kterého si jako spoluvladaře a případného následníka vybral vládnoucí císař, který používal titulu augustus. Podobně se titulovali také vládci byzantské říše – řecká varianta byla kaisar (později nejvyšší úředník byzantské říše). Z řeckého ekvivalentu vychází německý výraz Kaiser. Poslovanštělý titul car začali používat také někteří slovanští vládci, nejprve v Bulharsku, později v Srbsku a v Rusku.

## Významní nositelé jména

### Ve starověku
- Gaius Iulius Caesar, římský státník
- Drusus Caesar
- Lucius Caesar
- Lucius Aelius Caesar
- Ptolemaios XV. Kaisarion (Kaisarion)

### V pozdější době
- sv. Caesarius z Nazianzu
- Cesare Beccaria, italský filozof práva
- Antoine César Becquerel, francouzský fyzik
- Cesare Borgia, biskup, později kardinál - po abdikaci vojevůdcem, italský renesanční panovník
- César François Cassini de Thury, francouzský geodet
- Jacques Alexandre César Charles, francouzský chemik
- César Chávez, americký zakladatel odborového hnutí
- César Cui, ruský skladatel
- César Franck, belgický skladatel
- César Manrique, španělský umělec a architekt
- César Luis Menotti, argentinský fotbalista a trenér
- César Milstein, argentinský imunolog, nositel Nobelovy ceny
- Cesare Musatti, italský psycholog
- Cesare Orsenigo, nuncius
- Cesare Pavese, italský spisovatel
- César Gaviria, kolumbijský prezident
- Giulio Cesare Polerio, italský šachista

## Pozdější vývoj

### Osmanská říše

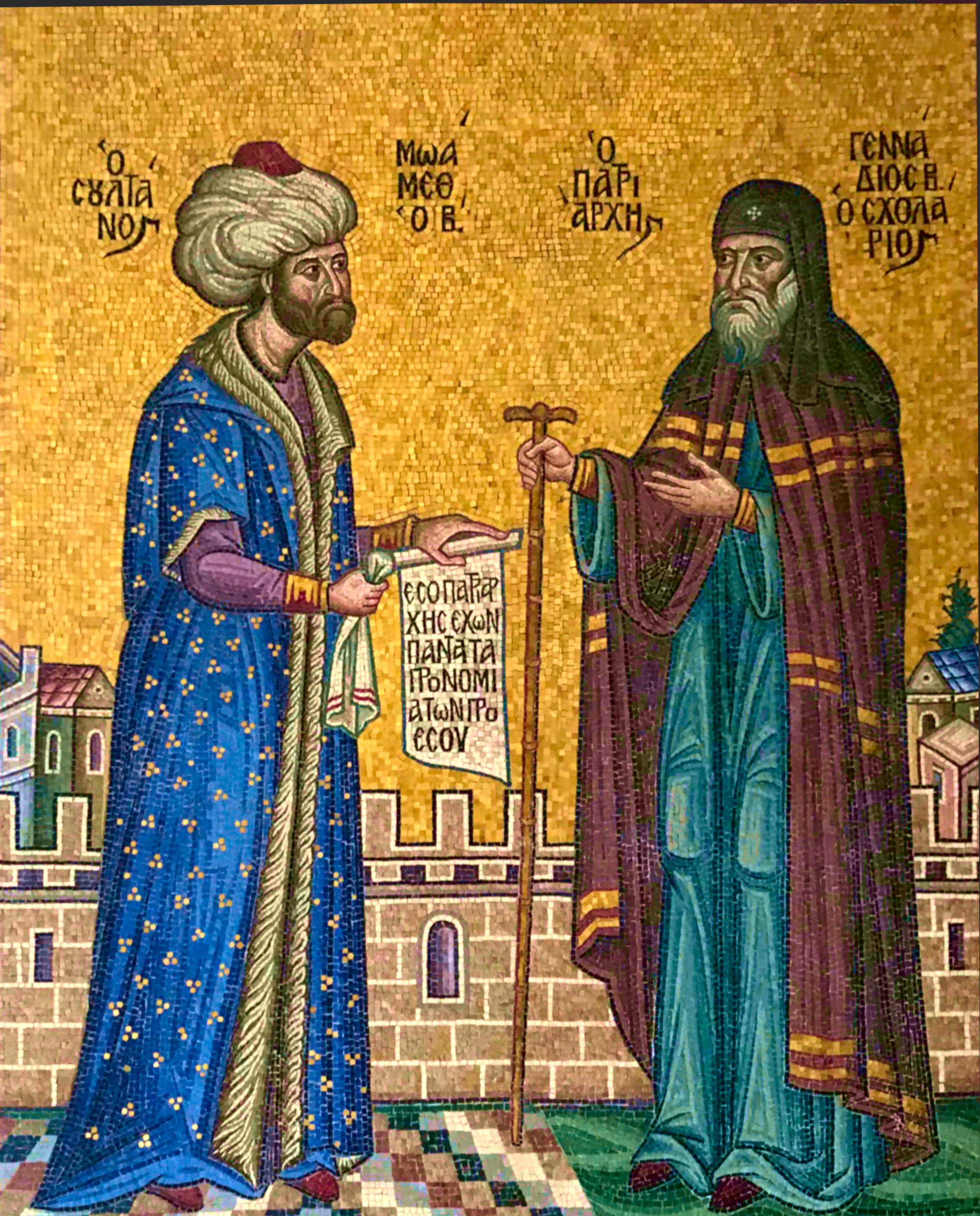
Mehmed II. a ekumenický patriarcha Konstantinopole Gennadios

„Caesar“ byl titul, který sásánovští Peršané oficiálně používali pro označení římských a byzantských císařů. Na Blízkém východě Peršané i Arabové nadále označovali římské a byzantské císaře jako „Caesar“ (persky: قیصر روم Qaysar-i Rum, „Caesar Římanů“, ze středoperského kēsar). Po dobytí Konstantinopole v roce 1453 tak vítězný osmanský sultán Mehmed II. jako první z vládců Osmanské říše přijal tento titul (v osmanské turečtině: قیصر روم Kayser-i Rûm).
Po pádu Konstantinopole a dobytí Byzantské říše si Mehmed II. nárokoval titul Kayser-i Rûm, tedy nástupnictví po římském impériu. Tvrdil, že tím, že ovládl hlavní město, se stal císařem – novým panovníkem získávajícím svůj status dobytím, jak tomu bylo dříve například u Herakleia nebo Lva III. Současník, učenec Jiří z Trapezuntu, napsal: „Sídlem římského impéria je Konstantinopol... a ten, kdo je císařem Římanů, je zároveň císařem celého světa.“
Gennadios II., zarytý odpůrce Západu kvůli vyplenění Konstantinopole západními katolíky a teologickým sporům mezi oběma církvemi, byl v roce 1454 dosazen na trůn ekumenického patriarchátu Konstantinopole-Nového Říma. Sultán ho dosadil se všemi ceremoniálními poctami a udělil mu status etnarchy (nebo milletbaşı). Na oplátku Gennadios II. formálně uznal Mehmeda jako nástupce trůnu. Mehmed měl také pokrevní vazby na byzantskou císařskou rodinu – jeho předchůdce, sultán Orhan, si vzal byzantskou princeznu a Mehmed mohl tvrdit, že pochází z rodu Jana Tzelepa Komnéna.
Osmanský sultán však nebyl jediným vládcem, který si nárokoval titul římského císaře. V západní Evropě existovala Svatá říše římská, jejíž císař Fridrich III. odvozoval svůj titul od Karla Velikého, jenž ho získal roku 800 korunovací papežem Lvem III. – i když ho Byzantská říše nikdy neuznala jako právoplatného císaře.
V diplomatických jednáních mezi Osmany a Rakouskem osmanská byrokracie pobouřeně reagovala na užívání titulu Caesar habsburskými císaři, protože Osmané se považovali za pravé nástupce Říma. Když mezi nimi vypukla válka a probíhala mírová jednání, Habsburkové (Svatá říše římská) se v roce 1533 podle Konstantinopolské smlouvy zavázali vzdát se užívání tohoto titulu (i když jej nadále používali až do rozpadu Svaté říše římské v roce 1806). Podobně Rusové, kteří označovali Moskvu za „Třetí Řím“, byli Osmané sankcionováni a Krymský chanát dostal příkaz provádět proti Rusku nájezdy. Osmané si přestali nárokovat politickou nadřazenost nad Svatou říší římskou uzavřením Žitvatorocké smlouvy v roce 1606 a nad Ruským impériem smlouvou z Küçük Kaynarca v roce 1774, kdy poprvé diplomaticky uznali panovníky těchto dvou zemí za sobě rovné.